# Deserter’s Songs
Az 1998-as Deserter's Songs a Mercury Rev negyedik nagylemeze. Az NME brit zenei magazin az 1998-as év albumának nevezte. Limitált példányszámban jelent meg az album egy barna borítékszerű csomagolásban, a megjelenés dátumát tartalmazó bélyeggel és két képeslappal.
A lemez sikere meglepetés volt az együttes számára. A See You on the Other Side (melyet Donahue az együttes legjobb albumának tartott) kereskedelmi bukása után úgy döntöttek, hogy egy teljes lemezt készítenek kizárólag maguknak, mellőzve minden kereskedelmi befolyást. Azt hitték, hogy a lemez után nem sokkal feloszlanak. Meglepetésükre a Deserter's Song lett a legsikeresebb lemezük, az Egyesült Királyságban és Európában hírességek lettek, kisebb nevet szereztek maguknak Amerikában is.
Az album szerepel az 1001 lemez, amit hallanod kell, mielőtt meghalsz című könyvben.

## Az album dalai
|     | Cím                            | Szerző(k)                                       | Szöveg        | Hossz |
| --- | ------------------------------ | ----------------------------------------------- | ------------- | ----- |
| 1.  | Holes                          | Jonathan Donahue, Sean "Grasshopper" Mackiowiak | Donahue       | 5:55  |
| 2.  | Tonite It Shows                | Donahue, Mackiowiak                             | Donahue       | 3:40  |
| 3.  | Endlessly                      | Donahue, Mackiowiak                             | Donahue       | 4:25  |
| 4.  | I Collect Coins                | Donahue, Mackiowiak                             | Donahue       | 1:27  |
| 5.  | Opus 40                        | Donahue, Mackiowiak                             | Donahue       | 5:10  |
| 6.  | Hudson Line                    | Donahue, Mackiowiak                             | Mackiowiak    | 2:54  |
| 7.  | The Happy End (The Drunk Room) | Donahue, Mackiowiak                             | Donahue       | 2:06  |
| 8.  | Goddess on a Hiway             | Donahue, Mackiowiak                             | Donahue       | 3:45  |
| 9.  | The Funny Bird                 | Donahue, Mackiowiak                             | Donahue       | 5:51  |
| 10. | Pick Up If You're There        | Donahue, Mackiowiak                             | Donahue       | 3:05  |
| 11. | Delta Sun Bottleneck Stomp     | Donahue, Mackiowiak                             | Jimy Chambers | 6:17  |

## Közreműködők

### Mercury Rev
- Jonathan Donahue – ének, akusztikus gitár, Chamberlin
- Sean "Grasshopper" Mackiowiak – gitár, vokál, fafúvós hangszerek
- Jimy Chambers – clavinet, harpsichord, dob
- Dave Fridmann – zongora, basszusgitár, mellotron, háttérvokál
- Suzanne Thorpe – fuvola
- Adam Snyder – B3, mellotron, wurlitzer

### További zenészek
- Levon Helm – dob az Opus 40-en
- Garth Hudson – tenor- és altszaxofon a Hudson Line-on
- Amy Helm & Marie Spinosa – női hangok és fütty
- Mary Gavazzi Fridmann – szoprán
- Jeff Mercel – dob
- Joel Eckhouse – fűrész
- Rachel Handman – hegedű
- Matt Jordan – szárnykürt
- Jim Burgess – harsona
- Aaron Hurwitz – zongora
- Scott Petito – elektromos basszus
- Garrett Uhlenbrock – slide gitár

## Fordítás
Ez a szócikk részben vagy egészben a Deserter's Songs című angol Wikipédia-szócikk ezen változatának fordításán alapul.  Az eredeti cikk szerkesztőit annak laptörténete sorolja fel. Ez a jelzés csupán a megfogalmazás eredetét és a szerzői jogokat jelzi, nem szolgál a cikkben szereplő információk forrásmegjelöléseként.